# Bella Record
La Bella Record è stata una casa discografica italiana.

## Storia della Bella Record
Attiva negli anni '70, la casa discografica era stata fondata dal cantate Mario Abbate insieme ai proprietari della Phonotype, i fratelli Fernando, Roberto ed Enzo Esposito, e distribuita dalla RCA Italiana; i fratelli Esposito erano inoltre i titolari delle Edizioni musicali Piccola Vela, che pubblicavano quasi tutte le canzoni stampate dalla casa discografica.
La sede era a Napoli; nel corso della sua attività pubblicò dischi di vario genere, dal progressive di Giacomo Simonelli al melodico di Paola Musiani.
Nel decennio successivo cessò le attività.

## I dischi pubblicati
Tutte le informazioni riguardanti i dischi, compreso il numero di catalogo e la datazione provengono dai supporti fonografici dell'archivio della Discoteca di stato italiana. 

### 33 giri
| Numero di catalogo | Anno | Interprete                      | Titolo Album                           |
| ------------------ | ---- | ------------------------------- | -------------------------------------- |
| BRLP 10003         | 1972 | Mario Abbate                    | 'O mare 'e Margellina                  |
| BRLP 10004         | 1972 | Mario Abbate                    | Piscatore 'e Pusilleco                 |
| BRLP 10005         | 1972 | Mario Abbate                    | Signora contadina                      |
| BRLP 10006         | 1973 | Mario Abbate                    | Nun chiammate a legge                  |
| BRLP 10010         | 1973 | Stefania                        | Femmena 'e notte                       |
| BRLP 10018         | 1973 | Raffaele Accardo                | Chitarre e tammorre                    |
| BRLP 10019         | 1973 | Mario Abbate                    | Reginella                              |
| BRLP 10020         | 1974 | Mario Da Vinci                  | Comm'è bella 'a stagione               |
| BRLP 10021         | 1974 | Giuseppe Cicala                 | La Napoli di Giuseppe Cicala           |
| BRLP 10022         | 1974 | Mario Da Vinci                  | Asso 'e denare                         |
| BRLP 10023         | 1974 | Raffaele Accardo                | Melluna'                               |
| BRLP 10025         | 1975 | Gloriana                        | 'a sciantosa - Napoli prima            |
| BRLP 10026         | 1975 | Nino Fiore                      | Bagliori del Golfo                     |
| BRLP 10027         | 1975 | Giacomo Simonelli               | In discoteca                           |
| BRLP 10028         | 1975 | Mario Da Vinci                  | Fumo negli occhi                       |
| BRLP 10029         | 1975 | Benito Faraone e Tonino Armagno | Folklore molisano                      |
| BRLP 10030         | 1975 | Nino Fiore                      | Eternamente Napoli                     |
| BRLP 10032         | 1976 | Mario Da Vinci                  | Rodolfo Valentino                      |
| BRLP 10033         | 1976 | Nino Fiore                      | Eternamente Napoli Volume 2°           |
| BRLP 10034         | 1976 | Gloriana                        | Napoli prima vol. 2                    |
| BRLP 10035         | 1976 | Mario e Sal da Vinci            | Miracolo 'e Natale                     |
| BRLP 10036         | 1976 | Mario e Sal da Vinci            | Mario e Sal da Vinci                   |
| BRLP 10038         | 1977 | Mario e Sal da Vinci            | O scugnizzo e o signore                |
| BRLP 10039         | 1977 | Mario Da Vinci                  | O giurnalaio/A cummunione 'e Salvatore |
| ZBL 10102          | 1978 | Rogers                          | ...e poi l'amore                       |

### 45 giri
| Numero di catalogo | Anno | Interprete             | Titolo Album                               |
| ------------------ | ---- | ---------------------- | ------------------------------------------ |
| BR 176             | 1975 | Gloriana               | 'A castagnara/'Na preghiera napulitana     |
| BR 178             | 1976 | Gloriana               | La canzone dei poveri/Una rosa per Ludwig  |
| BR 187             | 1977 | Gloriana               | Gianna e Annamaria/Sexy familiare          |
| BR 188             | 1977 | Gloriana               | Amore mio/Ricordo                          |
| BR 190             | 1977 | Mario Da Vinci         | O scugnizzo e o signore/Sacrificio e mamma |
| BR 191             | 1977 | Mario Da Vinci         | Stasera te voglio/Biancamaria              |
| ZBN 10001          | 1978 | Il Corallo             | Si bella tu/Si bella tu (strumentale)      |
| ZBN 10002          | 1978 | Paola Musiani          | Se/Vieni adesso                            |
| ZBN 10003          | 1978 | Rogers                 | Brividi/Copenaghen                         |
| ZBN 10006          | 1979 | I Rogers; canta Franky | Donna per donna/Guarda                     |
| ZBN 10007          | 1979 | Double Negative        | Vero uomo/Vero uomo (strumentale)          |
| ZBN 10008          | 1980 | I Rogers; canta Franky | Inspiegabilmente/Che ti farei...           |